# Biserica Sfântul Pantelimon din Köln
Biserica Sfântul Pantelimon din Köln (în germană St. Pantaleon) este unul din edificiile reprezentative ale arhitecturii romanice care s-au păstrat în Köln.
Lăcașul adăpostește mormântul împărătesei Theophanu, originară din Constantinopol.

## Istoric
La vremea construcției sale, în secolul al X-lea, a fost primul lăcaș cu hramul Sfântul Pantelimon la vest de Constantinopol. Arhiepiscopul Gero de Colonia⁠(en)[traduceți], cel care a pregătit nunta împăratului Otto al II-lea cu prințesa Theophanu, a adus în anul 971 relicvele Sfântului Pantelimon din Constantinopol la Köln.